# 沈洪涛
沈洪涛（1915年—1982年），男，浙江桐乡人，中华人民共和国物理学家、教育家、政治人物，曾任辽宁省政协副主席，第三、五届全国人大代表。